# سعود المهندي
سعود المهندي (1 يناير1957- 10 يناير 2023) هو رياضي قطري. شغل منصب نائب رئيس الاتحاد القطري لكرة القدم ونائب رئيس الاتحاد الآسيوي لكرة القدم. كان عضواً في مجلس الفيفا. يعتبر أحد أبرز المسؤولين القطريين على المستوى المحلي والعالمي. تم انتخابه عضوًا في مجلس الفيفا خلال انعقاد الاتحاد الآسيوي لكرة القدم في لامبور، ماليزيا في 6 أبريل 2019 للدورات من 2019 إلى 2023 وتم انتخابه بأغلبية تصويت 37 من أصل 46، إلى جانب ثلاثة أعضاء من آسيا لكرة القدم، لتمثيل آسيا في مجلس الفيفا.

## سيرته المهنية
كان سعود عبد العزيز المهندي جزءً من اللجنة المنظمة لبطولة كأس آسيا خلال بطولة قطر 2011 منذ انضمامه إلى الاتحاد الآسيوي والاتحاد القطري لكرة القدم، وبطولة أستراليا 2015. كما شغل منصب الأمين العام لاتحاد قطر لكرة القدم في الفترة من 2001 إلى 2012. تم انتخابه نائب رئيس الاتحاد القطري لكرة القدم عن غرب آسيا، وعضواً في مجلس الاتحاد الدولي لكرة القدم، وذلك خلال انتخابات الاتحاد الآسيوي لكرة القدم التي جرت بالعاصمة الماليزية كوالالمبور بتاريخ 6 إبريل 2019. أثناء شغله منصب رئيس اللجنة المنظمة لكأس آسيا (OCAC)، نظمت أفضل بطولة لكأس آسيا على الإطلاق في الإمارات العربية المتحدة في عام 2019، والتي حطمت جميع الأرقام القياسية في المشاركة الرقمية والمشاهدة التلفزيونية. كما عمل عضواً في اللجنة المنظمة لكأس آسيا لنسخة 2015 من جوهرة التاج الآسيوي في أستراليا، وكان رئيساً للجنة المسابقات في الاتحاد الآسيوي من 2015 إلى 2019 قبل أن يتم انتخابه نائباً لرئيس الاتحاد الآسيوي لكرة القدم وعضواً في مجلس الفيفا عام 2019.
بعد جلسة استماع عقدت في 28 مارس 2017، ألغت لجنة الاستئناف القرار الذي اتخذته الغرفة القضائية للجنة الأخلاقيات في 15 نوفمبر 2016، ضد سعود المهندي ورأت لجنة الاستئناف أن الأدلة المتاحة لم تكن كافية لإثبات أن المهندي قد تصرف بشكل ينتهك قانون الفيفا، وفقًا للمعايير المناسبة، ولذلك، تم رفع الحظر الذي فرضته الغرفة القضائية على المهندي لمدة عام، والذي دخل حيز التنفيذ في 16 نوفمبر 2016، والغرامة البالغة 20 ألف فرنك سويسري.
توفي سعود في 10 يناير 2023. في 31 أكتوبر 2023، نال جائزة الاتحاد الآسيوي الماسية بعد وفاته، وهو أعلى وسام يمنحه الاتحاد.